# Formulaire d'électromagnétisme statique

## Electrostatique

### Force électrostatique
La force électrostatique entre deux charges ponctuelles ({\displaystyle q_{1},q_{2}}) est donnée par la loi de Coulomb :
{\displaystyle {\vec {F}}_{1}(2)={\frac {q_{1}q_{2}}{4\pi \varepsilon _{0}r_{12}^{2}}}{\frac {{\vec {r}}_{12}}{\|{\vec {r}}_{12}\|}}=-{\vec {F}}_{2}(1)}
 avec {\displaystyle {\vec {r}}_{12}={\vec {r}}_{2}-{\vec {r}}_{1}=-({\vec {r}}_{1}-{\vec {r}}_{2})=-{\vec {r}}_{21}} et

{\displaystyle \varepsilon _{0}=8{,}853\,7\times 10^{-12}\;{\rm {F\cdot m^{-1}}}}

{\displaystyle {\frac {1}{4\pi \varepsilon _{0}}}=9\times 10^{9}\;{\rm {N\cdot m^{2}\cdot C^{-2}}}}
Deux charges de 1 coulomb situées à 1 mètre l'une de l'autre se repoussent avec une force de 9 × 109 N et cette force maintiendrait en lévitation quasiment un million de tonnes ! Alors qu'un courant de 1 ampère correspond au passage de 1 coulomb par seconde. Le coulomb est adapté lorsque l'on parle de courant électrique et d'énergie électrique: 1 joule = 1 coulomb x 1 volt.
Un électron a une charge de 1,6 × 10−19 C et les énergies le concernant s'expriment en 1 électron × 1 volt = 1 eV.

### Champ électrostatique
Le champ électrostatique créé en 2 par une charge ponctuelle {\displaystyle q_{1}} située en 1 (la charge pouvant être positive ou négative) vaut, en unités SI :
{\displaystyle {\vec {E_{1}}}(2)={\frac {q_{1}}{4\pi \varepsilon _{0}r_{12}^{2}}}{\frac {{\vec {r}}_{12}}{\|{\vec {r}}_{12}\|}}={\frac {q_{1}}{4\pi \varepsilon _{0}}}\;\;{\frac {{\vec {r}}_{12}}{r_{12}^{3}}}}
La force s'exerçant sur une charge {\displaystyle q_{2}} plongée dans ce champ au point 2 vaut alors :{\displaystyle {\vec {F_{1}}}(2)=q_{2}{\vec {E_{1}}}(2)}

### Champ gradient d'un potentiel
Avec {\displaystyle {\vec {r}}_{1}={\vec {0}}\ et\ {\vec {r}}_{2}={\vec {r}}} 
C'est-à-dire en plaçant l'origine sur la charge pour simplifier les écritures et les calculs,
et en remarquant que le calcul mathématique des dérivées partielles donne pour r non nul:
{\displaystyle {\begin{matrix}\\{\frac {\partial \left({\frac {1}{r}}\right)}{\partial x}}={\frac {\partial \left({\frac {1}{(x^{2}+y^{2}+z^{2})^{1/2}}}\right)}{\partial x}}=-{\frac {x}{(x^{2}+y^{2}+z^{2})^{3/2}}}=-{\frac {x}{r^{3}}}\\{\frac {\partial \left({\frac {1}{r}}\right)}{\partial y}}={\frac {\partial \left({\frac {1}{(x^{2}+y^{2}+z^{2})^{1/2}}}\right)}{\partial y}}=-{\frac {y}{(x^{2}+y^{2}+z^{2})^{3/2}}}=-{\frac {y}{r^{3}}}\\{\frac {\partial \left({\frac {1}{r}}\right)}{\partial z}}={\frac {\partial \left({\frac {1}{(x^{2}+y^{2}+z^{2})^{1/2}}}\right)}{\partial z}}=-{\frac {z}{(x^{2}+y^{2}+z^{2})^{3/2}}}=-{\frac {z}{r^{3}}}\\\end{matrix}}}
soit :
{\displaystyle {\vec {\nabla }}\left({\frac {1}{r}}\right)=\left({\frac {\partial }{\partial x}}\left({\frac {1}{r}}\right)\right){\vec {i}}+\left({\frac {\partial }{\partial y}}\left({\frac {1}{r}}\right)\right){\vec {j}}+\left({\frac {\partial }{\partial z}}\left({\frac {1}{r}}\right)\right){\vec {k}}=\left(-{\frac {x}{r^{3}}}\right){\vec {i}}+\left(-{\frac {y}{r^{3}}}\right){\vec {j}}+\left(-{\frac {z}{r^{3}}}\right){\vec {k}}}
finalement : {\displaystyle {\overrightarrow {\mathrm {grad} }}\left({\frac {1}{r}}\right)=-{\frac {\vec {r}}{r^{3}}}}
Ce résultat est une égalité purement mathématique et on obtient l'expression correspondante de la physique en simplement  multipliant {\displaystyle {\overrightarrow {\mathrm {grad} }}\left({\frac {1}{r}}\right)=-{\frac {\vec {r}}{r^{3}}}} par la constante physique :{\displaystyle {\frac {q_{1}}{4\pi \varepsilon _{o}}}} pour  une charge q1 ponctuelle :
{\displaystyle {\vec {E}}(x,y,z)={\frac {q_{1}}{4\pi \varepsilon _{o}}}\left({\frac {\vec {r}}{r^{3}}}\right)=-{\frac {q_{1}}{4\pi \varepsilon _{o}}}{\overrightarrow {\mathrm {grad} }}\left({\frac {1}{r}}\right)=-{\overrightarrow {\mathrm {grad} }}\left({\frac {q_{1}}{4\pi \varepsilon _{0}}}{\frac {1}{r}}\right)=-{\overrightarrow {\mathrm {grad} }}\left(V(x,y,z)\right)}
Tout ceci étant linéaire, c'est encore vérifié pour une distribution quelconque de charges.

### Champ à divergence nulle
{\displaystyle \mathrm {div} {\vec {E}}(x,y,z)={\vec {\nabla }}\cdot {\vec {E}}(x,y,z)={\frac {\partial E_{x}}{\partial x}}+{\frac {\partial E_{y}}{\partial y}}+{\frac {\partial E_{z}}{\partial z}}}
{\displaystyle ={\frac {q_{1}}{4\pi \varepsilon _{0}}}\left({\frac {\partial \left({\frac {x}{(x^{2}+y^{2}+z^{2})^{3/2}}}\right)}{\partial x}}+{\frac {\partial \left({\frac {y}{(x^{2}+y^{2}+z^{2})^{3/2}}}\right)}{\partial y}}+{\frac {\partial \left({\frac {z}{(x^{2}+y^{2}+z^{2})^{3/2}}}\right)}{\partial z}}\right)}
Or :
{\displaystyle {\begin{matrix}\\{\frac {\partial {\frac {x}{(x^{2}+y^{2}+z^{2})^{3/2}}}}{\partial x}}=x\cdot {\frac {\partial {\frac {1}{(x^{2}+y^{2}+z^{2})^{3/2}}}}{\partial x}}+{\frac {1}{(x^{2}+y^{2}+z^{2})^{3/2}}}={\frac {-3x^{2}}{(x^{2}+y^{2}+z^{2})^{5/2}}}+{\frac {1}{(x^{2}+y^{2}+z^{2})^{3/2}}}\\{\frac {\partial {\frac {y}{(x^{2}+y^{2}+z^{2})^{3/2}}}}{\partial y}}=y\cdot {\frac {\partial {\frac {1}{(x^{2}+y^{2}+z^{2})^{3/2}}}}{\partial y}}+{\frac {1}{(x^{2}+y^{2}+z^{2})^{3/2}}}={\frac {-3y^{2}}{(x^{2}+y^{2}+z^{2})^{5/2}}}+{\frac {1}{(x^{2}+y^{2}+z^{2})^{3/2}}}\\{\frac {\partial {\frac {z}{(x^{2}+y^{2}+z^{2})^{3/2}}}}{\partial z}}=z\cdot {\frac {\partial {\frac {1}{(x^{2}+y^{2}+z^{2})^{3/2}}}}{\partial z}}+{\frac {1}{(x^{2}+y^{2}+z^{2})^{3/2}}}={\frac {-3z^{2}}{(x^{2}+y^{2}+z^{2})^{5/2}}}+{\frac {1}{(x^{2}+y^{2}+z^{2})^{3/2}}}\end{matrix}}}
L'addition de ces trois lignes donne :
{\displaystyle {\frac {-3x^{2}-3y^{2}-3z^{2}}{(x^{2}+y^{2}+z^{2})^{5/2}}}+{\frac {1+1+1}{(x^{2}+y^{2}+z^{2})^{3/2}}}={\frac {-3+3}{(x^{2}+y^{2}+z^{2})^{3/2}}}=0} si {\displaystyle x^{2}+y^{2}+z^{2}\neq 0\ ({\vec {r}}_{12}\neq 0)}
On a bien montré que les champs en {\displaystyle {\frac {{\vec {r}}_{12}}{\|{\vec {r}}_{12}\|^{3}}}} sont tels que leur divergence est nulle : {\displaystyle \mathrm {div} \left({\frac {{\vec {r}}_{12}}{\|{\vec {r}}_{12}\|^{3}}}\right)=0}
Autre notation : {\displaystyle \mathrm {div} \left({\frac {\vec {PM}}{\|{\vec {PM}}\|^{3}}}\right)=0}
et donc : {\displaystyle \mathrm {div} {\vec {E}}(x,y,z)=\mathrm {div} {\frac {q_{1}}{4\pi \varepsilon _{0}}}\left({\frac {\vec {PM}}{\|{\vec {PM}}\|^{3}}}\right)=0} seulement si la charge est ponctuelle (sans sens physique).
Sinon : {\displaystyle \mathrm {div} {\vec {E}}(x,y,z)={\frac {q_{1}}{4\pi \varepsilon _{0}}}\mathrm {div} \left({\frac {\vec {PM}}{\|{\vec {PM}}\|^{3}}}\right)+\left({\frac {\vec {PM}}{\|{\vec {PM}}\|^{3}}}\right).{\overrightarrow {\mathrm {grad} }}{\frac {q_{1}}{4\pi \varepsilon _{0}}}={\overrightarrow {\mathrm {grad} }}\left({\frac {q_{1}}{4\pi \varepsilon _{0}}}\right).{\frac {{\vec {r}}_{12}}{\|{\vec {r}}_{12}\|^{3}}}={\frac {q_{1}}{\varepsilon _{0}}}} à l'aide du théorème du gradient. Sinon voir plus bas la relation de Maxwell-Gauss.

### Champ à rotationnel nul
{\displaystyle {\overrightarrow {\mathrm {rot} }}{\vec {E}}(x,y,z)={\vec {\nabla }}\ \times {\vec {E}}(x,y,z)=\left({\frac {\partial E_{z}}{\partial y}}-{\frac {\partial E_{y}}{\partial z}}\right){\vec {i}}+\left({\frac {\partial E_{x}}{\partial z}}-{\frac {\partial E_{z}}{\partial x}}\right){\vec {j}}+\left({\frac {\partial E_{y}}{\partial x}}-{\frac {\partial E_{x}}{\partial y}}\right){\vec {k}}}
Or :
{\displaystyle {\begin{matrix}\\{\frac {\partial {\frac {y}{(x^{2}+y^{2}+z^{2})^{3/2}}}}{\partial z}}=y\cdot {\frac {\partial {\frac {1}{(x^{2}+y^{2}+z^{2})^{3/2}}}}{\partial z}}={\frac {-3yz}{(x^{2}+y^{2}+z^{2})^{5/2}}}\\{\frac {\partial {\frac {z}{(x^{2}+y^{2}+z^{2})^{3/2}}}}{\partial y}}=z\cdot {\frac {\partial {\frac {1}{(x^{2}+y^{2}+z^{2})^{3/2}}}}{\partial y}}={\frac {-3zy}{(x^{2}+y^{2}+z^{2})^{5/2}}}\end{matrix}}}
La soustraction de ces deux dernières lignes donne :
{\displaystyle \left({\frac {\partial E_{z}}{\partial y}}-{\frac {\partial E_{y}}{\partial z}}\right)={\frac {-3yz+3zy}{(x^{2}+y^{2}+z^{2})^{5/2}}}=0}
De même avec les deux autres composantes de y et z du rotationnel.\\
On a bien montré que les champs en {\displaystyle {\frac {{\vec {r}}_{12}}{\|{\vec {r}}_{12}\|^{3}}}} sont tels que leur rotationnel est nul : {\displaystyle {\overrightarrow {\mathrm {rot} }}\left({\frac {{\vec {r}}_{12}}{\|{\vec {r}}_{12}\|^{3}}}\right)=0}
Autre notation : {\displaystyle {\overrightarrow {\mathrm {rot} }}\left({\frac {\vec {PM}}{\|{\vec {PM}}\|^{3}}}\right)=0}

### Potentiel à Laplacien nul
Avec :{\displaystyle {\vec {E_{1}}}(2)={\frac {q_{1}}{4\pi \varepsilon _{0}}}{\frac {{\vec {r}}_{12}}{\|{\vec {r}}_{12}\|^{3}}}=-{\overrightarrow {\mathrm {grad} }}\left(V_{1}(2)\right)} et {\displaystyle \mathrm {div} \left({\frac {{\vec {r}}_{12}}{\|{\vec {r}}_{12}\|^{3}}}\right)=0}
On obtient que :
{\displaystyle \mathrm {div} \left({\overrightarrow {\mathrm {grad} }}\left(V_{1}(2)\right)\right)=0} sauf, bien sûr, là où il y a des charges :
{\displaystyle \Delta V_{1}(2)=\nabla ^{2}V_{1}(2)=\left({\frac {\partial ^{2}}{\partial x^{2}}}+{\frac {\partial ^{2}}{\partial y^{2}}}+{\frac {\partial ^{2}}{\partial z^{2}}}\right)V_{1}(2)=0}.
qu'il faut résoudre.

### Résolution de l'équation de Laplace (Δ V=0)
En cas de symétrie cylindrique ou sphérique de la distribution de charges
rappelons l'expression de Δ :
En coordonnées cylindriques :
{\displaystyle \nabla ^{2}V={1 \over r}{\partial  \over \partial r}\left(r{\partial V \over \partial r}\right)+{1 \over r^{2}}{\partial ^{2}V \over \partial \theta ^{2}}+{\partial ^{2}V \over \partial z^{2}}}
En coordonnées sphériques : 
{\displaystyle \nabla ^{2}V={1 \over r^{2}}{\partial  \over \partial r}\left(r^{2}{\partial V \over \partial r}\right)+{1 \over r^{2}\sin \theta }{\partial  \over \partial \theta }\left(\sin \theta {\partial V \over \partial \theta }\right)+{1 \over r^{2}\sin ^{2}\theta }{\partial ^{2}V \over \partial \phi ^{2}}}
Donc, en cas de symétrie cylindrique V ne peut dépendre ni de θ ni de z, 
et dans le cas de symétrie sphérique V ne peut dépendre ni de θ ni de φ,
les équations à résoudre deviennent:
En coordonnées cylindriques :
{\displaystyle \nabla ^{2}V={1 \over r}{\partial  \over \partial r}\left(r{\partial V \over \partial r}\right)+{1 \over r^{2}}{\partial ^{2}V \over \partial \theta ^{2}}+{\partial ^{2}V \over \partial z^{2}}={1 \over r}{\partial  \over \partial r}\left(r{\partial V \over \partial r}\right)=0}
En coordonnées sphériques : 
{\displaystyle \nabla ^{2}V={1 \over r^{2}}{\partial  \over \partial r}\left(r^{2}{\partial V \over \partial r}\right)+{1 \over r^{2}\sin \theta }{\partial  \over \partial \theta }\left(\sin \theta {\partial V \over \partial \theta }\right)+{1 \over r^{2}\sin ^{2}\theta }{\partial ^{2}V \over \partial \phi ^{2}}={1 \over r^{2}}{\partial  \over \partial r}\left(r^{2}{\partial V \over \partial r}\right)=0}
Toutes les deux très simples à résoudre puisque :
En cylindriques :{\displaystyle {\partial  \over \partial r}\left(r{\partial V \over \partial r}\right)=0\cdot r=0} donne :{\displaystyle \left(r{\partial V \over \partial r}\right)=Cc} soit :{\displaystyle \left({\partial V \over \partial r}\right)={\frac {Cc}{r}}} et en intégrant encore :{\displaystyle V(r)=Cc\cdot ln(r)+Vo}
En sphériques: :{\displaystyle {\partial  \over \partial r}\left(r^{2}{\partial V \over \partial r}\right)=0\cdot r^{2}=0} donne::{\displaystyle \left(r^{2}{\partial V \over \partial r}\right)=Cs} soit :{\displaystyle \left({\partial V \over \partial r}\right)={\frac {Cs}{r^{2}}}}  et en intégrant encore:{\displaystyle V(r)=-{\frac {Cc}{r}}+Vo}

### Critique sur la notion de charge ponctuelle
La loi de Coulomb qui exprime que l'action d'une charge sur une autre est en carré de l'inverse de la distance entre les charges ne s'applique que lorsque les charges sont éloignées ; cette variation conduit à une valeur infinie si l'on prend une distance nulle. L'infini n'ayant pas de sens il est préférable d'exclure l'existence de charges ponctuelles.
Si on suppose une densité de charge volumique ρ ou surfacique σ ayant la symétrie sphérique, on montre, par application du théorème mathématiques de Green que : 
{\displaystyle \int \oint _{S}{\vec {E}}(x,y,z)\,\mathrm {d} {\vec {S}}=\iiint _{V}\mathrm {div} ({\vec {E}}(x,y,z))\mathrm {d} x\mathrm {d} y\mathrm {d} z}
Le flux du champ électrique à travers une surface S fermée est l'intégrale sur le volume contenu dans S de la divergence du champ.
Si de plus on applique le théorème de Gauss qui permet de trouver ce flux en fonction des charges intérieures :
{\displaystyle \int \oint _{S}{\vec {E}}(x,y,z)\,\mathrm {d} {\vec {S}}={\frac {Q_{i}}{\varepsilon _{o}}}=\iiint _{V}{\frac {\rho (x,y,z)}{\varepsilon _{o}}}\mathrm {d} x\mathrm {d} y\mathrm {d} z}
On obtient :
```

  

    

      

        
d

        
i

        
v

        
(

        

          

            

              
E

              
→

            

          

        

        
(

        
x

        
,

        
y

        
,

        
z

        
)

        
)

        
=

        

          

            

              
ρ

              
(

              
x

              
,

              
y

              
,

              
z

              
)

            

            

              
ε

              

                
o

              

            

          

        

      

    

    
{\displaystyle div({\vec {E}}(x,y,z))={\frac {\rho (x,y,z)}{\varepsilon _{o}}}}

  

 que l'on appelle « expression locale de la loi de Coulomb » ou encore « équation de Maxwell-Gauss » .
```

### Résolution de l'équation de Poisson (Δ V= -ρ/ε)
Là aussi limitons la résolution au cas d'une symétrie :
En cylindriques :{\displaystyle {\partial  \over \partial r}\left(r{\partial V \over \partial r}\right)=-{\frac {\rho }{\varepsilon }}\cdot r} donne :{\displaystyle \left(r{\partial V \over \partial r}\right)=-{\frac {\rho }{2\varepsilon }}\cdot r^{2}+K} soit :{\displaystyle \left({\partial V \over \partial r}\right)=-{\frac {\rho }{2\varepsilon }}\cdot {r}+{\frac {K}{r}}} et en intégrant encore :{\displaystyle V(r)=-{\frac {\rho }{4\varepsilon }}\cdot r^{2}+K\cdot \ln(r)+L}
En sphériques:{\displaystyle {\partial  \over \partial r}\left(r^{2}{\partial V \over \partial r}\right)=-{\frac {\rho }{\varepsilon }}\cdot r^{2}} donne:{\displaystyle E_{r}(r)=-{\partial V \over \partial r}={\frac {\rho }{3\varepsilon }}\cdot r-{\frac {K}{r^{2}}}} 
(on exclut la possibilité d'avoir un champ infini et donc on choisit {\displaystyle K=0})
soit : {\displaystyle E_{r}(r)=-\left({\partial V \over \partial r}\right)={\frac {\rho }{3\varepsilon }}\cdot r}
et en intégrant encore :{\displaystyle V(r)=-{\frac {\rho }{6\varepsilon }}\cdot r^{2}+V_{o}}

### Principe de superposition
Le champ créé par plusieurs charges est additif (principe de superposition) :
{\displaystyle {\vec {E_{T}}}={\vec {E_{1}}}+{\vec {E_{2}}}+{\vec {E_{3}}}+...}
Là aussi {\displaystyle \mathrm {div} {\vec {E_{T}}}(2)=0}

### Distribution de charges continue
Pour une distribution de charges continue dans l'espace, le champ vaut :
{\displaystyle {\vec {E}}(x,y,z)={\frac {1}{4\pi \varepsilon _{o}}}\iiint {\frac {\rho (x_{i},y_{i},z_{i}){\vec {r}}}{r^{3}}}dx_{i}dy_{i}dz_{i}}
où ρ est la densité volumique de charge en i, {\displaystyle {\vec {r}}=(x-x_{i},y-y_{i},z-z_{i})} est le vecteur allant de i au point (x, y, z) ; autour du point i il y a une charge ρ {\displaystyle dx_{i}dy_{i}dz_{i}}.
{\displaystyle {\vec {E}}(x,y,z)={\frac {1}{4\pi \varepsilon _{o}}}\iiint {\frac {\rho (x_{i},y_{i},z_{i}){\vec {r}}}{r^{3}}}dx_{i}dy_{i}dz_{i}=-{\overrightarrow {\mathrm {grad} }}\left({4\pi \varepsilon _{o}}\iiint {\frac {\rho (x_{i},y_{i},z_{i})}{r}}dx_{i}dy_{i}dz_{i}\right)}

## Magnétostatique

### Champ magnétique
Le champ magnétique créé en 2 par une charge ponctuelle {\displaystyle q_{1}} située en 1 (la charge pouvant être positive ou négative) et animée d'une vitesse v1, en unités SI :
{\displaystyle {\vec {B_{1}}}(2)={\frac {\mu _{o}}{4\pi }}{\frac {q_{1}{\vec {v}}_{1}\wedge {\vec {r}}_{12}}{\|{\vec {r}}_{12}\|^{3}}}={\frac {\mu _{o}q_{1}}{4\pi }}\;\left({\frac {{\vec {v}}_{1}\wedge {\vec {r}}_{12}}{r_{12}^{3}}}\right)=10^{-7}q_{1}\;\left({\frac {{\vec {v}}_{1}\wedge {\vec {r}}_{12}}{r_{12}^{3}}}\right)}
La force s'exerçant sur une charge {\displaystyle q_{2}} plongée dans ce champ au point 2 vaut alors :
{\displaystyle {\vec {F_{1}}}(2)=q_{2}{\vec {v}}_{2}\wedge {\vec {B_{1}}}(2)=q_{1}q_{2}{\frac {\mu _{o}}{4\pi }}\left({\vec {v}}_{2}\wedge \;\left({\frac {{\vec {v}}_{1}\wedge {\vec {r}}_{12}}{r_{12}^{3}}}\right)\right)=10^{-7}q_{1}q_{2}\left({\vec {v}}_{2}\wedge \;\left({\frac {{\vec {v}}_{1}\wedge {\vec {r}}_{12}}{r_{12}^{3}}}\right)\right)}
Si on essaie de se représenter cela en prenant pour simplifier q1 en O avec  v1 suivant Oz, on a en coordonnées cylindriques :
{\displaystyle {\begin{matrix}\\{\vec {v}}_{2}\wedge \;\left({\frac {{\vec {v}}_{1}\wedge {\vec {r}}_{12}}{r_{12}^{3}}}\right)\\{\vec {v}}_{1}=v_{1z}{\vec {e}}_{z}\\{\vec {r}}_{12}=z{\vec {e}}_{z}+r{\vec {e}}_{r}\\{\vec {v}}_{1}\wedge {\vec {r}}_{12}=v_{1z}{\vec {e}}_{z}\wedge \left(z{\vec {e}}_{z}+r{\vec {e}}_{r}\right)=v_{1z}r\left({\vec {e}}_{z}\wedge {\vec {e}}_{r}\right)=v_{1z}r\;{\vec {e}}_{\theta }\\\left({\frac {{\vec {v}}_{1}\wedge {\vec {r}}_{12}}{r_{12}^{3}}}\right)=\left({\frac {v_{1z}r\;{\vec {e}}_{\theta }}{r_{12}^{3}}}\right)\\\end{matrix}}}
est suivant{\displaystyle {\vec {e}}_{\theta }}
et donc la force résultante est dans le plan {\displaystyle ({\vec {e}}_{z},{\vec {e}}_{r})} comme le confirme le calcul suivant :
exprimons v2 en coordonnées cylindriques :
{\displaystyle {\vec {v}}_{2}=v_{2\theta }{\vec {e}}_{\theta }+v_{2z}{\vec {e}}_{z}+v_{2r}{\vec {e}}_{r}}
et remplaçons le dans l'expression :
{\displaystyle {\begin{matrix}\\{\vec {v}}_{2}\wedge \;\left({\frac {{\vec {v}}_{1}\wedge {\vec {r}}_{12}}{r_{12}^{3}}}\right)=\left(v_{2\theta }{\vec {e}}_{\theta }+v_{2z}{\vec {e}}_{z}+v_{2r}{\vec {e}}_{r}\right)\wedge \left({\frac {v_{1z}r\;{\vec {e}}{\theta }}{r_{12}^{3}}}\right)\\\;=\left(v_{2z}{\vec {e}}_{z}+v_{2r}{\vec {e}}_{r}\right)\wedge \left({\frac {v_{1z}r\;{\vec {e}}_{\theta }}{r_{12}^{3}}}\right)\\\;=\left(v_{2z}{\vec {e}}_{z}\right)\wedge \left({\frac {v_{1z}r\;{\vec {e}}_{\theta }}{r_{12}^{3}}}\right)+\left(v_{2r}{\vec {e}}_{r}\right)\wedge \left({\frac {v_{1z}r\;{\vec {e}}_{\theta }}{r_{12}^{3}}}\right)\\\;=-{\frac {v_{2z}v_{1z}r}{r_{12}^{3}}}\;{\vec {e}}_{r}+{\frac {v_{2r}v_{1z}r}{r_{12}^{3}}}\;{\vec {e}}_{z}\\\end{matrix}}}
On a là le classique  « deux courant parallèles et de même sens s'attirent » puisque deux charges en mouvement suivant une même direction s'attirent par effets magnétiques de l'une sur l'autre.

### Champ rotationnel d'un potentiel vecteur
Montrons que :{\displaystyle {\vec {B_{1}}}(2)={\frac {\mu _{o}}{4\pi }}{\frac {q_{1}{\vec {v}}_{1}\wedge {\vec {r}}_{12}}{\|{\vec {r}}_{12}\|^{3}}}={\frac {\mu _{o}q_{1}}{4\pi }}\;\left({\frac {{\vec {v}}_{1}\wedge {\vec {r}}_{12}}{r_{12}^{3}}}\right)=10^{-7}q_{1}\;\left({\frac {{\vec {v}}_{1}\wedge {\vec {r}}_{12}}{r_{12}^{3}}}\right)}
est le rotationnel de :{\displaystyle {\vec {A_{1}}}(2)={\frac {\mu _{o}}{4\pi }}{\frac {q_{1}{\vec {v}}_{1}}{\|{\vec {r}}_{12}\|}}=10^{-7}q_{1}\;\left({\frac {{\vec {v}}_{1}}{r_{12}}}\right)}
Pour simplifier plaçons q1 en O, laissons les constantes physiques de côté et remarquons que
{\displaystyle {\begin{matrix}\\{\frac {\partial \left({\frac {1}{r}}\right)}{\partial x}}={\frac {\partial \left({\frac {1}{(x^{2}+y^{2}+z^{2})^{1/2}}}\right)}{\partial x}}=-{\frac {x}{(x^{2}+y^{2}+z^{2})^{3/2}}}=-{\frac {x}{r^{3}}}\\{\overrightarrow {\mathrm {rot} }}\left({\frac {{\vec {v}}_{1}}{r}}\right)=\left({\frac {\partial }{\partial y}}({\frac {v_{1z}}{r}})-{\frac {\partial }{\partial z}}({\frac {v_{1y}}{r}})\right){\vec {i}}+\left({\frac {\partial }{\partial z}}({\frac {v_{1x}}{r}})-{\frac {\partial }{\partial x}}({\frac {v_{1z}}{r}})\right){\vec {j}}+\left({\frac {\partial }{\partial x}}({\frac {v_{1y}}{r}})-{\frac {\partial }{\partial y}}({\frac {v_{1x}}{r}})\right){\vec {k}}\\{\overrightarrow {\mathrm {rot} }}\left({\frac {{\vec {v}}_{1}}{r}}\right)=\left(({\frac {-yv_{1z}}{r^{3}}})-({\frac {-zv_{1y}}{r^{3}}})\right){\vec {i}}+\left(({\frac {-zv_{1x}}{r^{3}}})-({\frac {-xv_{1z}}{r^{3}}})\right){\vec {j}}+\left(({\frac {-xv_{1y}}{r^{3}}})-({\frac {-yv_{1x}}{r^{3}}})\right){\vec {k}}\\{\overrightarrow {\mathrm {rot} }}\left({\frac {{\vec {v}}_{1}}{r}}\right)={\frac {\left(-yv_{1z}+zv_{1y}\right){\vec {i}}+\left(-zv_{1x}+xv_{1z}\right){\vec {j}}+\left(-xv_{1y}+yv_{1x}\right){\vec {k}}}{r^{3}}}={\frac {\left({\vec {v}}_{1}\wedge {\vec {r}}\right)}{r^{3}}}\end{matrix}}}
Ceci est un résultat d'analyse vectorielle, de « géométrie » ; avec le facteur des constantes physiques :{\displaystyle {\frac {\mu _{o}}{4\pi }}q1} on obtient :
{\displaystyle {\overrightarrow {\mathrm {rot} }}\left({\frac {{\vec {v}}_{1}}{r}}\right)={\frac {{\vec {v}}_{1}\wedge {\vec {r}}}{r^{3}}}\ \Longleftrightarrow \ {\vec {B_{1}}}(2)={\overrightarrow {\mathrm {rot} }}{\vec {A_{1}}}(2)}
qui est une relation exprimant que le champ magnétique peut se déduire ou « dérive » d'un potentiel appelé le potentiel vecteur.

### Champ à divergence nulle
{\displaystyle \mathrm {div} {\vec {B}}(x,y,z)={\vec {\nabla }}\cdot {\vec {B}}(x,y,z)={\frac {\partial B_{x}}{\partial x}}+{\frac {\partial B_{y}}{\partial y}}+{\frac {\partial B_{z}}{\partial z}}}
{\displaystyle {\begin{matrix}={\frac {\mu _{0}q_{1}}{4\pi }}({\frac {\partial ({\frac {v_{y}z-v_{z}y}{(x^{2}+y^{2}+z^{2})^{3/2}}})}{\partial x}}+{\frac {\partial ({\frac {v_{z}x-v_{x}z}{(x^{2}+y^{2}+z^{2})^{3/2}}})}{\partial y}}+{\frac {\partial ({\frac {v_{x}y-v_{y}x}{(x^{2}+y^{2}+z^{2})^{3/2}}})}{\partial z}})\\={\frac {\mu _{0}q_{1}}{4\pi }}({\frac {-3x(v_{y}z-v_{z}y)-3y(v_{z}x-v_{x}z)-3z(v_{x}y-v_{y}x)}{(x^{2}+y^{2}+z^{2})^{5/2}}})=0\end{matrix}}}
On a bien montré que les champs en {\displaystyle {\frac {{\vec {v}}\wedge {\vec {r}}_{12}}{\|{\vec {r}}_{12}\|^{3}}}} sont tels que leur divergence est nulle : {\displaystyle \mathrm {div} ({\frac {{\vec {v}}\wedge {\vec {r}}_{12}}{\|{\vec {r}}_{12}\|^{3}}})=0}
Autre notation :  {\displaystyle \mathrm {div} \left({\frac {{\vec {v}}\wedge {\vec {PM}}}{\|{\vec {PM}}\|^{3}}}\right)=0}
et donc : {\displaystyle \mathrm {div} {\frac {\mu _{0}q_{1}}{4\pi }}\left({\frac {{\vec {v}}\wedge {\vec {PM}}}{\|{\vec {PM}}\|^{3}}}\right)=\mathrm {div} {\vec {B}}(x,y,z)=0}

### Champ à rotationnel nul
{\displaystyle ({\frac {\partial {\frac {v_{x}y-v_{y}x}{(x^{2}+y^{2}+z^{2})^{3/2}}}}{\partial y}}-{\frac {\partial {\frac {v_{z}x-v_{x}z}{(x^{2}+y^{2}+z^{2})^{3/2}}}}{\partial z}})=v_{x}\mathrm {div} \left({\frac {\vec {r}}{r^{3}}}\right)-{\vec {v}}\cdot {\overrightarrow {\mathrm {grad} }}{\frac {x}{r^{3}}}}

### Distribution continue de courant
{\displaystyle {\vec {B}}(x,y,z)={\frac {\mu _{o}}{4\pi }}\iiint {\frac {\rho (x_{i},y_{i},z_{i}){\vec {v}}\wedge {\vec {r}}}{r^{3}}}\mathrm {d} x_{i}\mathrm {d} y_{i}\mathrm {d} z_{i}={\overrightarrow {\mathrm {rot} }}\left({\frac {\mu _{o}}{4\pi }}\iiint {\frac {\rho (x_{i},y_{i},z_{i}){\vec {v}}}{r}}\mathrm {d} x_{i}\mathrm {d} y_{i}\mathrm {d} z_{i}\right)}